# Tauere
Tauere, Taouere, Towere oder auch Te Putua, alte Namen: San Simon y Judas, Resolution Island, ist ein kleines, unbewohntes, zentral im Tuamotu-Archipel gelegenes Atoll im Pazifischen Ozean. Die nächste bewohnte Insel, Amanu, liegt rund 90 km südöstlich.

## Geographie
Aus der Luft zeigt Tauere eine annähernd quadratische Form mit einer Diagonalen von rund 7,5 km. Die recht tiefe Lagune des Atolls wird von vier mit tropischer Vegetation dicht bewachsenen Inseln und zahlreichen Sandbänken umringt. Zwischen den Inseln und den Sandbänken sorgen zahlreiche flache Hoa für einen Wasseraustausch mit dem Ozean. Eine für Boote befahrbare Passage zwischen Ozean und Lagune gibt es jedoch nicht. Die Inseln erheben sich nur wenige Meter über den Meeresspiegel und bestehen aus Korallensand und -trümmern. Die gesamte Landfläche der Riffinseln beträgt rund 2 km², die Lagune bedeckt jedoch mehr als 60 km².

## Flora
Durch die großflächige Anlage von Kokosplantagen für die Kopraproduktion wurde die Vegetation der Inseln im späten 19. und frühen 20. Jahrhundert völlig verändert. Es sind aber, besonders im Südwesten des größten Motu, noch Reste der ursprünglichen Flora verblieben. Sie entspricht der typischen, auch auf anderen niedrigen Atollen der Tuamotus vorkommenden Zusammensetzung. Die Strandvegetation besteht aus Kriechpflanzen sowie buschig wachsenden Guettarda speciosa und Scaevola taccada. Der sich landwärts anschließende Wald setzt sich hauptsächlich aus Pisonia Grandis, Pemphis acidula, Heliotropium arboreum (Synonym: Tournefortia argentea), Kokospalmen und Pandanus-Bäumen zusammen. Mittlerweile werden die Plantagen nicht mehr gepflegt, sodass ein Sekundärwald aus Pisonia, Pandanus und Buschvegetation die kultivierten Flächen allmählich zurückerobert. Dennoch ist die Kokospalme auch heute noch die das Landschaftsbild prägende Pflanze.

## Geschichte
Tauere war einst bewohnt, das beweisen die Überreste zweier Zeremonialanlagen der polynesischen Ureinwohner. Auf dem Motu an der Westspitze sind noch Überreste des Marae Rangihoa zu erkennen, heute nur noch ein verstreuter Steinhaufen. Peter Buck, der 1934 mit dem Schoner Moana eine Reise nach Tauere unternahm, beschreibt den Marae wie folgt:

„Auf Tauere folgt die Bauweise der Häuser und Kanus noch dem zeitgemäßen Muster. Ein junger Mann führte mich zum Marae von Rangihoa, wo einst der Gott Tahiri verehrt wurde. Ein paar Steine markierten den Ort, aber mein Führer grub ein wenig im Sand und zog einen Schädel hervor.“

An der Südspitze, zur Seeseite hin, lag einst der Marae Kahoreva, von dem heute kaum noch Spuren vorhanden sind.
In einigen Veröffentlichungen wird die Meinung vertreten, Tauere sei mit der von Pedro Fernández de Quirós im Jahr 1606 entdeckten Insel „La Decena“ identisch. Gleiches wird aber auch von anderen Inseln (z. B. Mehetia) behauptet, sodass es keinen Beweis für diese These gibt.
Als erster europäischer Entdecker gilt daher Domingo de Boenechea, der die Insel am 28. Oktober 1772 von seinem Schiff Aguila aus sichtete. Er gab ihr den Namen „San Simon y Judas“ (auf alten Karten abgekürzt als „San Simon“), nach den Kirchenpatronen Simon Zelotes und Judas Thaddäus. Boenechea beschreibt Tauere als flache, mit Kokospalmen, mittelgroßen Bäumen und Buschwerk bedeckte Insel, von der Rauch aufstieg, ein Zeichen, dass sie bewohnt war. Leutnant Tomás de Gayangos ließ ein Boot ausbringen und wollte mit mehreren Bewaffneten an Land gehen, fand jedoch keine sichere Einfahrt durch das Riff. Am Strand versammelten sich etwa 20 bis 25 nur mit einem Lendenschurz bekleidete Krieger, die drohend Keulen schwangen. Frauen, Kinder und Ältere waren nicht zu sehen. Ein Kontakt mit den Bewohnern kam nicht zustande. Boenechea gewahrte zwei am Ufer liegende, mit mehreren Personen besetzte Kanus.
Am 11. August 1773 passierte James Cook die Insel auf der Reise von Neuseeland nach Tahiti. Cook benannte sie nach seinem Schiff Resolution, da er sich für den Erstentdecker hielt. Georg Forster schreibt darüber:

„Am 11. August morgens erblickten wir eine niedrige Insel, die vier Meilen lang und so flach wie die See zu sein schien. Nur hier und da sah man einzelne, gleichsam aus der See aufgewachsene Gruppen von Bäumen, unter welchen die hohen Gipfel der Kokospalme weit über die anderen emporragten. Nach so langer, verdrießlicher Fahrt war uns schon der bloße Anblick des Landes etwas Erfreuliches, und obschon an der ganzen Insel nichts besonders Schönes zu sehen war, gefiel sie dem Auge doch wegen ihrer von Natur einfachen Ansehens […] Die Insel wurde Resolution-Eiland genannt.“

Das Auftreten von Skorbut auf seinem Begleitschiff Adventure veranlasste Cook aber ohne Erkundung der Insel nach Tahiti weiterzusegeln, da ihm Tauere zu klein erschien, um die Schiffe mit den dringend benötigten Nahrungsmitteln und Frischwasser zu versorgen.

## Politik und Verwaltung
Dr. Harald A. Rehder, Zoologe am National Museum of Natural History der Smithsonian Institution in Washington, D.C., besuchte Tauere im August 1964. Zu dieser Zeit gab es auf der Insel noch ein funktionierendes Gemeinwesen, das Dorf war bewohnt. Er sammelte an der Riffkante einige Mollusken. Es waren aber Arten, die überall im Tuamotu-Archipel häufig sind.
Im Jahr 1983 wohnten auf Tauere nur noch 3 Personen und heute ist das Atoll nicht mehr dauerhaft besiedelt. Bewohner der benachbarten Atolle kommen aber mehrmals im Jahr, um die Kopra zu ernten. Auf dem Motu im Nordwesten stehen einige verlassene Gebäude des einstigen Dorfes, die nur noch gelegentlich bei der Kopraernte genutzt werden. Die Insel hat keinerlei funktionierende Infrastruktur und ist für Touristen kaum zu erreichen.
Tauere wird heute von der Teilgemeinde (commune associée) Amanu der Gemeinde Hao (Commune de Hao) verwaltet und gehört politisch zu Französisch-Polynesien.